# 3. Dragonregiment
3. Dragonregiment (på svenska: Tredje dragonregementet), var ett danskt regemente som var verksamt under olika namn mellan 1670 och 1932.

## Historia
Strax efter Kristian V:s tronbestigning 1670 genomfördes en ny härreform genom vilken det danska kavalleriet nationaliserades. Denna innebar att 30 000 tunnor hartkorn årligen reserverades från kronogods till uppsättandet av ett nationellt kavalleri fördelat på ett antal rytterdistrikt. Fördelningee bestod av ett kavalleriregemente på Själland, ett på Fyn, två på Jylland och ett mindre regemente i det kungliga hertigdömet Schleswig-Holstein, Slesvigske nationale Rytterregiment, upprättat den 1 maj 1670. Under Skånska kriget delades de fyra större nationella kavalleriregementena år 1675 upp i två vardera och antalet regementen ökades då till nio. Några år efter att kriget avslutats utökades antalet regementen återigen och samtidigt omorganiserades kavalleriet så att 2. Fynske nationale Rytterregiment flyttades till Själland och fick namnet 3. Sjællandske nationale Rytterregiment samtidigt som Slesvigske nationale Rytterregiment flyttades till Fyn och blev det nya 2. Fynske nationale Rytterregiment. Under Stora nordiska kriget deltog regementet vid slagen vid Helsingborg 1710 och Gadebusch 1712.
Regementet verkade under olika namn med förläggningsort i Odense på Fyn fram till 1855, då regementet (då benämnt 6. Dragonregiment) flyttades till Århus på Jylland. Efter Dansk-tyska kriget bytte regementet år 1865 namn till 3. Dragonregiment. År 1932 slogs 3. Dragonregiment samman med 5. Dragonregiment och bildade Jydske Dragonregiment.

## Förbandschefer
| - Henrik Sehested, från 1 augusti 1670 - Conrad Reventlow, från 24 december 1676 - Otto Frederik Gam, från 1 november 1678 - Frederik Ahlefeldt, från 27 april 1676 - Hans Helmuth Lüttichau, från 1706 - Christian Ulrik Camps, från 5 februari 1707 - Ferdinand Anton Danneskiold-Laurvig, från 12 oktober 1709 - Mathias Rosenørn, från 4 november 1712 - Christian Rosenkrantz-Schack, från 4 december 1715 - Johan Frederik Brockenhuus, från 7 november 1730 - K. A. Roebstorff, 1742–1745 - H. A. Stevens, 1745–1749 - Krulof Nörich, 1749–1753 - Johan Georg Moltke, 1753–1759 | - Karl Rieppur, 1759–1763 - K. F. von Schlitz, 1763–1767 - H. L. Ahlefeldt, 1767–1789 - Conrad Lente Adeler, 1789 - Frederik Siegfred Rantzau, 1789–1809 - prins Christian av Hessen-Kassel, 1809–1815 - Frederik Ahlefeldt-Laurvig, 1815–1831 - Christian Høegh-Guldberg, 1831–1834 - Hans Frederik Hannibal Levetzau, 1834–1842 - Joachim Wedell-Wedellsborg, 1842–1848 - C. Pfaff, 1848–1849 - J. Freisleben, 1849–1862 - K. A. Bauditz, 1862–1864 - C. Castenschiold, 1864–1865 | - F. J. Heramb, 1865–1867 - W. Lindholm, 1867–1872 - S. Neergaard, 1872–1885 - C. Steenstrup, 1885–1893 - C. M. Viale, 1893–1900 - H. E. Munthe, 1900–1906 - H. F. Castenschiold, 1906–1909 - M. G. C. Hansen, 1909–1912 - H. K. K. K. H. Nyholm, 1912–1918 - C. Bahnson, 1918–1920 - V. O. Philipsen, 1920–1925 - Peter Constans Emil Krarup, 1925–1932 |

Källa: Rigsarkivet, Wadschier